# 安崎暁
安崎 暁（あんざき さとる、1937年3月3日 - 2018年5月26日）は、日本の実業家。小松製作所代表取締役社長や、日本建設機械工業会会長、国家公安委員会委員などを務めた。

## 人物
1937年に陸軍大学校学生安崎操（のちに陸軍中佐・第6方面軍参謀や、自衛隊陸将・東北方面総監を歴任）の長男として、東京で生まれ、徳島県吉野川市鴨島町で育つ。1959年3月一橋大学社会学部卒業。中国経済史専攻。1961年3月一橋大学経済学部を卒業。理論経済学専攻。大学時代は小笠原流の弓道部に所属。後年には、私費を投じて大学の弓道場の建て直しを行った。
1961年4月小松製作所入社。同社では主に国際部門を担当し、海外事業展開を進めた。貿易研修センター一期生。また1982年には野村ビジネススクールにも参加し、同スクール同期のKDD元社長の西本正、元セコム会長の杉町寿孝、元三和総合研究所理事長の原田和明、元財務官の榊原英資、元三菱商事取締役の武部晃二、元日本貿易保険理事長の今野秀洋、元WOWOW会長の佐久間曻二とは、その後も「八人の会」として交流が続いた。
1995年小松製作所社長に就任。土木建設などの不採算事業からの撤退を行う一方、エレクトロニクス事業を建機と並ぶ経営の柱に育成した。また建機不況の中、投資を続け、ITを用いた生産や在庫を最適化する基幹システムの構築や、グローバル化を推し進め、その後の会社の発展の基盤を作った。1998年11月、藍綬褒章受章。2012年5月、旭日重光章受章。
日中経済協会副会長等も務めた。趣味はゴルフや、妻とチェスをすること。一男二女で横浜市在住。2006年から2016年まで、私費を投じて郷里吉野川市の小中学校教員を海外に送る「海外教育見聞事業」を行った。2017年、末期の胆嚢癌等が見つかり12月にANAインターコンチネンタルホテル東京で生前葬を開催した。2018年5月26日、胆嚢癌のため神奈川県の自宅で死去。

## 略歴
- 1937年3月 徳島県吉野川市出身
- 1955年3月 東京都立新宿高等学校卒業
- 1959年3月 一橋大学社会学部卒業
- 1961年3月 一橋大学経済学部卒業
- 1961年4月 株式会社小松製作所入社
- 1981年10月 株式会社小松製作所 社長室管理部長
- 1984年2月 株式会社小松製作所 営業本部営業総務部長 兼 ディーラ業務部長
- 1985年3月 株式会社小松製作所 取締役 海外事業本部副本部長 兼 業務部長
- 1985年9月 株式会社小松製作所 商事部長 兼 海外事業本部副本部長 兼 業務部長
- 1986年12月 株式会社小松製作所 総務・管財・広報宣伝・関係会社・情報システム管掌 兼 経営企画室副室長 兼 関係会社部長
- 1987年5月 小松フォークリフト 監査役
- 1987年7月 株式会社小松製作所 取締役 経営企画室副室長 兼 営業本部副本部長
- 1987年10月 株式会社小松製作所 取締役 営業本部長
- 1988年8月 株式会社小松製作所 取締役 営業本部長
- 1988年11月 株式会社小松製作所 常務 営業本部長 兼 地下建機事業管掌
- 1989年6月 株式会社小松製作所 常務 新事業推進管掌 兼 経営企画室長 兼 関係会社管掌
- 1990年6月 株式会社小松製作所 常務 経営企画室長 兼 新事業推進本部長
- 1991年 株式会社小松製作所 専務
- 1992年5月 株式会社小松製作所 専務 国際事業本部長 兼 建機事業本部長 兼 建機事業企画室長
- 1995年6月 株式会社小松製作所 社長
- 1996年5月 日本建設機械工業会会長
- 2001年6月 株式会社小松製作所 会長
- 2001年2月 国家公安委員会委員
- 2003年6月 株式会社小松製作所 取締役相談役
- 2005年6月 株式会社小松製作所 特別顧問
- 2007年3月 昭栄株式会社 取締役
- 2007年7月 株式会社小松製作所 顧問
- 2008年6月 エーザイ株式会社 取締役 指名委員会委員長 報酬委員会委員
- 2008年10月 東京徳島県人会会長（第10代）
- 2012年 東京徳島県人会名誉会長[17]
- 2013年7月　安崎暁グローバル企業発展研究会会長
  - 財団法人日中経済協会副会長、財団法人日本花の会理事長、立川国際カントリー倶楽部株式会社代表取締役会長、花のまちづくりコンクール推進協議会会長等も務めた。

## 著書
- 安崎暁／西藤輝／渡辺智子 合著『日本型ハイブリッド経営』ダイヤモンド社、2010年
- 安崎暁主宰の“安崎暁グローバル企業発展研究会”編訳　『聚变』上海社会科学院出版社、2014.8
- 安崎暁著　『无所畏惧的信念』（私家版「夢を蒔く」の中国語版）、寧波出版社　2017.8